# 2008年6月逝世人物列表
2008年逝世人物列表：1月 - 2月 - 3月 - 4月 - 5月 - 6月 - 7月 - 8月 - 9月 - 10月 - 11月 - 12月
2008年6月逝世人物列表，是用于汇总2008年6月期间逝世人物的列表。

## 依日期排序

### 1日
- 朱抱真，88歲，中國氣象學家，因病死亡[1]
- 安妮·德·哈農庫特（Anne d'Harnoncourt），64歲，美國費城藝術博物館（Philadelphia Museum of Art）首席執行官，自然原因。[2]
- 布萊恩·道爾（Brian Doyle），77歲，澳大利亞奧運銅牌得主（1956年）賽艇運動員。[3]
- 毛里齊奧·加利（Maurizio Galli），75歲，義大利羅馬天主教主教，Fidenza主教（1998-2007）。[4]
- 艾爾·鐘斯，62歲，英國民謠歌手。[5]
- 特裡·基恩（Terry Keane），68歲，愛爾蘭專欄作家和時尚記者，長期患病。[6]
- 奧爾頓·凱利（Alton Kelley），67歲，美國平面設計師和迷幻藝術家，長期患病。[7]
- 湯米·拉皮德（Tommy Lapid），76歲，以色列記者和政治家，副總理（2003-2004），癌症。[8]
- 派特·雷根（Pat Regan），53歲，英國反槍支活動家，刺傷。[9]
- 伊夫·圣洛朗，71歲，法國時裝設計師，圣罗兰品牌創始人，腦癌。[10]
- 喬恩·維克斯（Jon Vickers），82歲，英國工會領袖。[11]
- 艾麗西亞·祖巴斯納巴爾·德拉誇德拉（Alicia Zubasnabar de De la Cuadra），92歲，阿根廷人權活動家，五月廣場祖母會第一任主席。[12]

### 2日
- Sheela Basrur，51歲，加拿大衛生行政人員，嚴重急性呼吸系統綜合症危機期間的多倫多衛生醫務官，平滑肌肉瘤。[13]
- 迪巴，71歲，甘比亞政治家，第一副總統（1965-1975），議長（2002-2006），心臟病發作。[14]
- Bo Diddley，79歲，美國搖滾藍調歌手、詞曲作者和吉他手，心力衰竭。[15]
- Nodar Dzhordzhikiya，86歲，喬治亞奧運會銀牌得主（1952年）籃球運動員。[16]
- Ferenc Fejtő，98歲，匈牙利出生的法國歷史學家和記者，長期患病。[17]
- 井上寬，90歲，日本昆蟲學家[18]
- 安赫爾·瑪律維西諾，87歲，阿根廷奧運賽艇運動員。[19]
- 長沼健，77歲，日本足球運動員和經理。[20]
- 梅爾·費雷爾，90歲，美國演員、電影導演和製片人，心力衰竭（《戰爭與和平》《莉莉》）。[21]
- 露易絲·羅斯曼（Lois Roisman），70歲，美國慈善家和劇作家，心力衰竭。[22]
- 保羅·西爾斯（Paul Sills），80歲，美國戲劇導演和喜劇演員，第二城市即興劇團的聯合創始人，肺炎。[23]
- 弗蘭克·索西·湯普森（Frank Tsosie Thompson），87歲，美國納瓦霍語密碼談話者和二戰老兵。[24]

### 3日
- 肯·艾特肯（Ken Aitken），79歲，澳大利亞足球運動員。[25]
- John A. Choi Jae-seon，96歲，釜山韓國主教（1957-1973）。[26]
- 約翰·克里尼（John Creaney），74歲，北愛爾蘭大律師。[27]
- 派特·伊根（Pat Egan），90歲，加拿大冰球後衛（波士頓棕熊隊）。[28]
- 特雷弗·凱恩（Trevor Kaine），80歲，澳大利亞首都領地首席部長（1989-1991）。[29]
- 格里戈里·罗曼诺夫，85歲，俄羅斯列寧格勒聯邦第一書記（1970-1983），政治局委員（1976-1985）。[30]
- 小卡爾·史蒂文斯（Carl H. Stevens Jr.），78歲，美國傳教士，心力衰竭。[31]

### 4日
- 特拉維斯·亞歷山大（Travis Alexander），30歲，美國勵志演說家，刺殺案。[32]
- 约翰·阿米特，82歲，紐西蘭摔跤手。[33]
- Matthew J. Bruccoli，76歲，美國南卡羅來納大學英語教授，F. Scott Fitzgerald專家。[34]
- 傑克·伯恩（Jack Byrne），57歲，加拿大紐芬蘭和拉布拉多眾議院議員，LB-MC-OC市長（1986-1993）。[35]
- Ruby Chow，87歲，美籍華人餐館老闆。[36]
- Bill Finegan，91歲，美國爵士樂編曲家和樂隊領隊，肺炎。[37]
- 伊萬·赫拉西莫夫，87歲，烏克蘭政治家，最高拉達最年長的成員。[38]
- 約翰·朗（John Long），94歲，英國聖公會牧師，伊利大執事（1970-1981）。[39]
- 哈麗特·麥克布萊德·詹森（Harriet McBryde Johnson），50歲，美國律師和殘疾人權利活動家。[40]
- Agata Mróz-Olszewska，26歲，波蘭國際排球運動員，骨髓增生異常綜合征。[41]
- 弗蘭克·穆勒（Frank Muller），57歲，荷蘭出生的美國演員和有聲讀物解說員。[42]
- 柯蒂斯·奧斯本（Curtis Osborne），38歲，美國殺人犯，注射死刑。[43]
- 喬納森·勞斯（Jonathan Routh），80歲，英國偷拍相機的英國聯合主演。[44]
- 尼科斯·塞爾吉亞諾普洛斯（Nikos Sergianopoulos），55歲，希臘演員，刺殺。[45]
- 詹姆斯·楊（James Young），78歲，美國白宮醫生（約翰·甘迺迪（John F. Kennedy），林登·詹森（Lyndon B. Johnson）。[46]

### 5日
- 拉金德拉·阿尼霍特裡（Rajendra Agnihotri），70歲，印度政治家。[47]
- 弗蘭克·布萊克莫爾（Frank Blackmore），92歲，英國交通工程師，迷你環形交叉路口的發明者。[48]
- 安格斯·考爾德（Angus Calder），66歲，英國歷史學家和作家，肺癌。[49]
- 迪克·埃文斯（Dick Evans），86歲，澳大利亞政治家，新南威爾士州立法委員會成員（1969-1978）。[50]
- 科林·凱（Colin Kay），82歲，紐西蘭奧克蘭市長（1980-1983），中風。[51]
- 米莎·拉約維奇，86歲，斯洛維尼亞出生的澳大利亞政治家，新南威爾士州參議員（1975-1985）。[52]
- 傑克林·盧卡斯（Jacklyn H. Lucas），80歲，美國二戰老兵，最年輕的海軍陸戰隊員，被授予榮譽勳章，癌症。[53]
- Eugenio Montejo，70歲，委內瑞拉詩人、散文家和大使，胃癌。[54]
- 布魯斯·普萊斯（Bruce Purchase），69歲，紐西蘭出生的英國演員。[55]
- 魯本·瓦爾德斯，85歲，秘魯奧運射擊運動員。[56]
- 維克·威爾遜，87歲，英國板球運動員，約克郡隊長，威斯登年度最佳板球運動員（1961年）。[57]

### 6日
- 冰室冴子（本名：碓井小惠子），51歲，日本作家，肺癌 [58]
- 野田昌宏（本名：野田宏一郎），75歲，日本科幻作家，肺炎，[59]
- 格里戈里·瓦西列耶維奇·羅曼諾夫，85歲，前蘇聯共產黨中央委員會書記、前蘇聯共產黨政治局成員，癌症，[60]
- 鮑比·安德森（Bobby Anderson），75歲，美國演員（It's a Wonderful Life），癌症。[61]
- 吉米·克羅爾（Jimmy Croll），88歲，美國名人堂純種賽馬訓練師。[62]
- 大衛·馬克·希爾（David Mark Hill），48歲，美國狂歡殺手。[63]
- Ray Mallouf，89歲，美式足球運動員（芝加哥紅雀隊）。
- 吉恩·佩爾森（Gene Persson），74歲，美國戲劇和電影製片人（《你是個好人》，查理·布朗）。[64]
- 拉斯洛·佩特爾（László Péter），78歲，匈牙利歷史學家。[65]
- 費倫茨·桑塔，81歲，匈牙利作家。[66]
- Ed Tchorzewski，65歲，加拿大政治家，薩斯喀徹溫省財政部長和立法議會議員，癌症。[67]
- Paul Tessier，90歲，法國整形外科醫生。[68]
- Victor Wégria，71歲，比利時足球運動員（比利時，RFC列日）。[69]
- 德懷特·懷特（Dwight White），58歲，美式橄欖球運動員（匹茲堡鋼人隊），背部手術併發症。[70]
- 弗朗西斯科·何塞·因杜蘭（Francisco José Ynduráin），67歲，西班牙物理學家。[71]

### 7日
- 埃德·比蒂（Ed Beatty），76歲，美式足球運動員（三藩市49人隊，匹茲堡鋼人隊）。[72]
- 吉米·邦特隆（Jimmy Bonthrone），76歲，蘇格蘭足球運動員和經理（亞伯丁足球俱樂部）。[73]
- Bill Coday, 66, American singer, stroke.[74]
- 比爾·科迪（Bill Coday），66歲，美國歌手，中風。[75]
- 納斯特·達希爾（Nasteh Dahir），36歲，索馬里記者，索馬里全國記者聯盟副主席，槍擊案。[76]
- 湯瑪斯·厄斯金，91歲，澳大利亞政治家，新南威爾士州立法委員會成員（1970-1978）。[77]
- 魯迪·費爾南德斯（Rudy Fernandez），55歲，菲律賓動作電影明星，壺腹周圍癌症。[78]
- 約瑟夫·卡布伊，53/54歲，巴布亞紐幾內亞分離主義者，布幹維爾自治區第一任總統，心臟病發作。[79]
- 穆斯塔法·哈利勒，88歲，埃及總理（1978-1980），大衛營協定和平條約的締造者。[79]
- Roelof Koops，98歲，荷蘭奧運速度滑冰運動員。[80]
- 吉姆·麥凱（Jim McKay），86歲，美國體育解說員（體育大世界，12屆奧運會），自然原因。[81]
- 迪諾·里西（Dino Risi），91歲，義大利電影導演（Il Sorpasso，Profumo di donna），自然原因。[82]
- 霍斯特·斯科夫（Horst Skoff），39歲，奧地利網球運動員，心臟病發作。[83]
- 埃裡克·烏吉克（Erick Wujcik），57歲，美國遊戲設計師，胰腺癌。[84]

### 8日
- 彼得·呂姆克爾夫，Peter Rühmkorf，78歲，德國詩人，癌症[85]
- 沙班·巴伊拉莫維奇，72歲，塞爾維亞羅姆音樂家，心臟病發作。[86]
- 查理斯-諾埃爾·巴爾貝斯，93歲，加拿大政治家，國會議員（1957-1958）。[87]
- Florența Crăciunescu，53歲，羅馬尼亞奧運會銅牌得主（1984年）鐵餅投擲者。[88]
- 吉恩·達姆施羅德，86歲，美國政治家，俄亥俄州眾議院議員（1973-1983），飛機失事。[89]
- 傑克·弗萊克（Jake Flake），72歲，美國政治家，亞利桑那州眾議員（1997-2005），自2005年起擔任參議員，心臟病發作。[90]
- Michitaka Kinami，87歲，日本奧運跨欄運動員。[91]
- 達尼洛·拉格巴斯（Danilo Lagbas），56歲，菲律賓政治家，自2004年起擔任眾議院議員，肺癌和肝癌。[92]
- 阿卜杜勒·薩馬德·羅哈尼（Abdul Samad Rohani），25歲，阿富汗記者，槍擊案。[93]
- 伊迪絲·德比·威廉姆斯，90歲，美國歷史學家，西奧多·羅斯福的孫女。[94]
- 魯斯拉娜·科爾舒諾娃（Ruslana Korshunova），20歲，哈薩克超模，墜落自殺。[95]

### 9日
- 凱倫·阿斯裡安（Karen Asrian），28歲，亞美尼亞國際象棋特級大師，心臟病發作。[96]
- 阿爾吉斯·巴德里斯，77歲，美國科幻作家。[97]
- 彼得·喬恩·德·沃斯，69歲，美國外交官。[98]
- Nan Hoover，77歲，美國出生的荷蘭藝術家。[99]
- Alton W. Knappenberger，84歲，美國榮譽勳章獲得者。[100]
- 埃斯特萬·梅利諾（Esteban Mellino），63歲，阿根廷演員，心臟病發作。[101]
- 約瑟夫·明施（Josef Minsch），66歲，瑞士奧運高山滑雪運動員。[102]
- 艾莉·彼得森（Elly M. Peterson），94歲，美國密歇根州共和黨第一位女主席（1965-1969）。[103]

### 10日
- 欽吉茲·艾特馬托夫，吉爾吉斯語：，79歲，吉爾吉斯斯坦作家，肺炎，[104]
- 格斯納·阿爾芒（Gesner Armand），71歲，海地畫家。
- 艾略特·阿西諾夫（Eliot Asinof），88歲，美國作家（《八人出》），肺炎。[105]
- 拉爾夫·巴塞拉（Ralph Bacerra），70歲，美國陶瓷藝術家，肺癌。[106]
- 大衛·布萊爾利（David Brierly），73歲，英國演員，（神秘博士），癌症。[107]
- 泰隆·鐘斯（Tyrone Jones），46歲，美籍加拿大橄欖球後衛（溫尼伯藍色轟炸機隊），腦癌。[108]
- Kipkalya Kones，56歲，肯亞政治家，飛機失事。[109]
- 洛娜·拉博索（Lorna Laboso），47歲，肯亞政治家，飛機失事。[110]
- 約翰·勞赫（John Rauch），80歲，美式橄欖球教練和球員。[111]

### 11日
- 拉米迪·阿迪布（Lamidi Adedibu），80歲，奈及利亞政治家。[112]
- 70歲的瑞典拉力賽車手、豐田F1賽車隊負責人奧維·安德森（Ove Andersson）在拉力賽中撞車。[113]
- 裡德·布賴森（Reid Bryson），88歲，美國氣象學家。[114]
- 布萊恩·巴德（Brian Budd），56歲，加拿大足球運動員。[115]
- Jean Desailly，87歲，法國演員。[116]
- 米奇·弗雷羅特（Mitch Frerotte），43歲，美式橄欖球運動員（布法羅比爾隊），心臟病發作。[117]
- 弗蘭克·哈塞特爵士，90歲，澳大利亞國防軍司令（1975-1977）。[118]
- 塔拉斯·克莫納，78歲，斯洛維尼亞文學史學家、哲學家和劇作家。[119]
- 亞當·萊德文（Adam Ledwoń），34歲，波蘭足球運動員，自殺。[120]
- 安妮·克拉克·馬丁德爾，93歲，美國政治家和外交官，駐紐西蘭大使（1979-1981）。[121]
- 米奇·麥克馬漢（Mickey McMahan），77歲，美國大樂隊音樂家（Les Brown和Lawrence Welk管弦樂隊），神經病。[122]
- 詹姆斯·雷尼（James Reaney），81歲，加拿大劇作家。[123]
- Gunnar Solum，78歲，挪威政治家。[124]
- 武文杰，85歲，越南政治家、改革派、總理（1991-1997）。[125]

### 12日
- 84歲的美國海軍律師沃德·波士頓（Ward Boston）調查了自由號航空母艦事件，肺炎併發症。[126]
- 丹尼·大衛斯（Danny Davis），83歲，美國鄉村音樂家和小號手，心臟驟停。[127]
- 米罗斯拉夫·德沃夏克，56歲，捷克冰球運動員（費城飛人隊），喉癌。[128]
- 查理·鐘斯（Charlie Jones），77歲，美國體育解說員，心臟病發作。[129]
- Dan Kuykendall，83歲，美國政治家，田納西州眾議員（1967-1975）。[130]
- 斯圖爾特·羅林斯·莫特（Stewart Rawlings Mott），70歲，美國慈善家，癌症。[131]
- Gunther Stent，84歲，德國分子生物學家，肺炎。[132]
- 德里克·塔普斯科特（Derek Tapscott），75歲，英國足球國腳（阿森納，卡迪夫城，威爾士）。[133]

### 13日
- 梅爾·克勞斯（Mel Krause），80歲，美國大學棒球教練和球員，髓系白血病。[134]
- Maryon Lane，77歲，南非芭蕾舞演員。[135]
- 布魯斯·萊斯特（Bruce Lester），96歲，英國演員。[136]
- 約翰·瑪律科姆（John Malcolm），72歲，蘇格蘭演員。[137]
- 提姆·拉瑟特（Tim Russert），58歲，美國記者和電視節目主持人（與媒體見面），冠狀動脈血栓形成。[138]
- 鄧尼斯·韋瑟斯通爵士（Sir Dennis Weatherstone），77歲，英國銀行家，癌症。[139]

### 14日
- 裘法祖，94歲，中國科學院院士著名外科學家，因病死亡[140]
- 賽義德·瓦吉德·阿裡，97歲，巴基斯坦商業巨頭，國際奧會成員。[141]
- 傑里·安德森（Jerry M. Anderson），74歲，美國學術行政人員。[142]
- 查理斯·阿爾伯特·巴斯韋爾，94歲，美國普韋布洛羅馬天主教主教（1959-1979）。[143]
- 朱抚松，93歲，外交部長（1979-1987）。[144]
- Kees Fens，78歲，荷蘭散文家。[145]
- Jamelão，95歲，巴西桑巴歌手，多器官衰竭。[146]
- 約翰斯頓勳爵艾倫·約翰斯頓，66歲，英國法官，心臟病發作。[147]
- 拉斐尔·德尔皮诺（Rafael del Pino），87歲，西班牙商人。[148]
- 埃米利奧·奧斯卡·拉巴薩，84歲，墨西哥外交部長（1970-1975），心力衰竭。[149]
- 埃斯比約恩·斯文森（Esbjörn Svensson），44歲，瑞典爵士音樂家，潛水事故。[150]
- 維爾納·維特利（Werner Vetterli），79歲，瑞士奧運現代五項全能運動員。[151]

### 15日
- 劉德一，64歲，中國喜劇演員，心肌梗死，重慶晨報[]
- 梅爾·阿吉（Mel Agee），39歲，美式足球運動員（亞特蘭大獵鷹隊），心臟病發作。[152]
- Thangamma Appakutty，83歲，斯裡蘭卡社會活動家和教育家。[153]
- 佛蘭克林·奧蒂斯·布斯（Franklin Otis Booth， Jr.），84歲，美國億萬富翁，《洛杉磯時報》高管，肌萎縮側索硬化症。[154]
- 約翰·布茲哈特，71歲，美國棒球運動員（1958-1968）。[155]
- Ray Getliffe，94歲，加拿大冰球運動員，肝癌。[156]
- 喬納森·戈達德（Johnathan Goddard），27歲，美式橄欖球運動員，摩托車事故。[157]
- 比利·馬菲特（Billy Muffett），77歲，美國棒球投手。[158]
- Walter Netsch，88歲，美國建築師，肺炎。[159]
- Ole-Jørgen Nilsen，72歲，挪威演員和戲劇導演，患有Bechterew病。[160]
- 托尼·施瓦茨（Tony Schwartz），84歲，美國約翰遜總統“雛菊廣告”（Daisy廣告）的共同創作者，心臟瓣膜狹窄。[161]
- Jon Tecedor，32歲，西班牙舉重運動員，摩托車事故。[162]
- 斯坦·温斯顿，62歲，美國特效和化妝師（《侏羅紀公園》、《終結者》、《異形》），奧斯卡獎得主（1987年、1992年、1994年），多發性骨髓瘤。[163]

### 16日
- Tom Compernolle，32歲，比利時國家5000米和越野跑冠軍，卡車撞車事故。[163]
- 邁克·杜克斯（Mike Dukes），72歲，美國職業足球運動員，交通事故。[164]
- 加雷斯·琼斯（Gareth Jones），28歲，威爾士橄欖球聯盟球員（Neath），比賽中頸部受傷併發症。[165]
- 瑪格麗特·基欽（Margaret Kitchin），94歲，英國鋼琴家。[166]
- 勒內·保羅，87歲，英國奧運擊劍運動員。[167]
- 伯特·謝潑德（Bert Shepard），87歲，美國棒球投手（華盛頓參議員）。[168]
- 馬里奧·里戈尼·斯特恩（Mario Rigoni Stern），86歲，義大利作家和二戰老兵。[169]
- 大衛·托普利斯，58歲，英國橄欖球聯盟足球運動員，心臟病發作。[170]
- 凱莉·安東尼（Caylee Anthony），2歲，美國謀殺案受害者。

### 17日
- 徐浪，31歲，中國賽車手，拖鉤繩擊中面部[171]
- 英格拉·阿加德（Ingela Agardh），59歲，瑞典記者和電視節目主持人，乳腺癌患者。[172]
- 亨利·貝克曼（Henry Beckman），86歲，加拿大角色演員和編劇。[173]
- 莎拉·布萊恩特（Sarah Bryant），26歲，英國士兵，簡易爆炸裝置。[174]
- 亨利·查德威克（Henry Chadwick），87歲，英國神學家，牛津大學基督教堂院長（1969-1979）。[175]
- Cyd Charisse，86歲，美國女演員和舞者（Singin' in the Rain，The Band Wagon），心臟病發作。[176]
- 休伊特·克蘭（Hewitt Crane），81歲，美國計算機工程師，阿爾茨海默病併發症。[177]
- 沃利·丹尼（Wally Denny），101歲，加拿大童子軍的美國副首席童子軍。[178]
- 戴維·李（Davey Lee），83歲，美國兒童演員。[179]
- 亨利克·曼德爾鮑姆（Henryk Mandelbaum），85歲，奧斯威辛-比克瑙集中營的波蘭倖存者。[180]
- 宮崎勤，45歲，日本連環殺手，被絞死。[181]
- 約瑟夫·波內塔爾（Josef Pohnetal），83歲，奧地利奧運自行車運動員。[182]
- 馬克·薩克斯（Mark Sacks），54歲，英國哲學家，前列腺癌。[183]
- 邁克爾·謝諾夫（Michael Shernoff），57歲，美國愛滋病活動家，胰腺癌。[184]

### 18日
- 喜樂（本名：姜增亮），93歲，台灣作家、插畫家，心臟衰竭，[185]
- 神戶美有紀（或譯神戶美雪），24歲，日本女演員，心臟衰竭，[186][187]
- 武文斌，26歲，中國人民解放軍濟南軍區某師炮兵指揮連士官，汶川大地震抗震救災中連續奮戰、過度勞累引發肺血管畸形破裂出血，[188]
- Jean Delannoy，100歲，法國電影導演（《田園交響曲》《巴黎聖母院的駝背》《Les amitiés particulières》）。[189]
- 斯特拉·格林納爾（Stella Greenall），81歲，英國教育活動家。[190]
- Marion Jorgensen，96歲，美國慈善家和公民領袖。[191]
- 埃德·洛林（Ed Lorraine），80歲，加拿大政治家和農民。[192]
- 塔莎·都鐸（Tasha Tudor），92歲，美國作家和插畫家。[193]

### 19日
- 丹達，死於酷刑，[194]
- 大衛·卡米納（David Caminer），92歲，英國計算機先驅。[195]
- 蒂姆·卡特（Tim Carter），40歲，英國足球守門員（桑德蘭，米爾沃爾），守門員教練，疑似上吊自殺。[196]
- 謝赫·阿馬杜·法爾，62歲，塞內加爾奧運籃球運動員。[197]
- Anselm Genders，88歲，英國神職人員，百慕達主教（1977-1982）。[198]
- 巴倫·森古普塔（Barun Sengupta），74歲，印度記者，長期患病。[199]
- Bennie Swain，77歲，美國籃球運動員（波士頓塞爾特人隊），癌症。[200]
- Bomber Wells，77歲，英國板球運動員。[201]

### 20日
- 阿德萊德·畢曉普（Adelaide Bishop），79歲，美國歌劇女高音，音樂劇女演員和歌劇導演，交通事故。[202]
- Mohammed al Janahi，阿聯酋電影和戲劇演員，藝術總監。[203]
- 威爾伯·哈迪（Wilber Hardee），89歲，哈迪速食店的美國創始人。[204]
- 詹姆斯·厄爾·裡德（James Earl Reed），49歲，美國被定罪的殺人犯，被電椅處決。[205]
- Jean-Pierre Thystère Tchicaya，72歲，剛果政治家。[206]

### 21日
- Harry J. Aleo，88歲，美國商人。[207]
- 阿達爾貝托·阿爾梅達·梅里諾（Adalberto Almeida y Merino），92歲，墨西哥主教。[208]
- 斯科特·卡利塔（Scott Kalitta），46歲，美國飆車手（NHRA），賽車撞車。[209]
- Kermit Love，91歲，美國木偶師（《布偶》《芝麻街》），心力衰竭。[210]
- 威廉·文斯（William Vince），44歲，加拿大電影製片人（《卡波特》《空氣芽》《老友記》），癌症。[211]
- 弗雷迪·威廉姆斯（Freddie Williams），65歲，英國商人和博彩公司，心臟病發作。[212]

### 22日
- 陸鏗 （筆名：陳棘蓀），89歲，中國近代新聞媒體人，肺栓塞，聯合報
- 蒂莫西·安薩（Timothy Ansah），88歲，迦納教育家和政治家。[213]
- 奧德·奧克魯斯特（Odd Aukrust），92歲，挪威經濟學家。[214]
- 布萊恩·巴蒂斯特（Bryan J. Baptiste），52歲，美國政治家，可愛島市長，心臟驟停。[215]
- 喬恩-埃裡克·貝克喬德（Jon-Erik Beckjord），69歲，美國超自然現象研究員，前列腺癌。[216]
- 娜塔莉亚·贝赫捷列娃（Natalia Bekhtereva），83歲，俄羅斯神經科學家和心理學家。[217]
- 喬治·卡林（George Carlin），71歲，美國喜劇演員和演員（比爾和泰德的奇妙冒險，潮汐王子，教條），心力衰竭。[218]
- 阿爾伯特·科塞里（Albert Cossery），94歲，埃及出生的法國作家。[219]
- 迪諾·克雷森蒂尼（Dino Crescentini），60歲，薩馬林斯奧運雪橇運動員。[220]
- Jens Petter Ekornes，66歲，挪威企業家。[221]
- 多迪·古德曼（Dody Goodman），93歲，美國女演員。[222]
- Jane McGrath，42歲，英國出生的澳大利亞癌症支持活動家，Glenn McGrath的妻子，癌症手術併發症。[223]
- Revius Ortique， Jr，84歲，美國法學家，路易士安那州最高法院第一位非裔美國人大法官，中風併發症。[224]
- 羅恩·斯蒂法爾（Ron Stitfall），82歲，英國足球運動員（威爾士卡迪夫城）。[225]
- 費奧多爾·烏格洛夫（Fyodor Uglov），103歲，俄羅斯最年長的執業外科醫生。[226]

### 23日
- 鍾亞瑟，Raymond Arthur Chung，90歲，圭亞那首任總統（1970年－1980年），自然死亡，政府新聞通訊社
- 弗拉多·塔内斯基，Vlado Taneski，56岁，马其顿共和国记者，连环杀手，自杀，[227][228]
- 克勞迪奧·卡彭（Claudio Capone），55歲，義大利配音演員，中風。[229]
- Arthur Chung，90歲，圭亞那政治家，第一任總統（1970-1980）。[230]
- 約翰·弗隆（John Furlong），75歲，美國演員。[231]
- 維克·赫什科維茨（Vic Hershkowitz），89歲，美國手球運動員，患有肺部疾病。[232]
- 米克·希爾，60歲，威爾士足球運動員（謝菲爾德聯隊，伊普斯維奇，水晶宮，威爾士）。[233]
- Judith Holzmeister，88歲，奧地利女演員。[234]
- 法布里齊亞·拉蒙迪諾（Fabrizia Ramondino），72歲，義大利作家。[235]

### 24日
- 邵華，69歲，中國攝影家第七、八、九、十屆全國政協委員，毛澤東兒媳婦，因病死亡，[236][237]
- 里奧尼德·赫維克茲，Leonid Hurwicz，90歲，美國經濟學家及數學家，2007年諾貝爾經濟學獎得主之一，自然死亡[238][239]
- 陳立僑，88歲，香港民主民生協進會創會主席，自然死亡，[240]
- 莫裡斯·拉塞爾·布朗（Maurice Russell Brown），95歲，加拿大礦業記者。[241]
- 露絲·卡多佐（Ruth Cardoso），77歲，巴西人類學家和教授，费尔南多·恩里克·卡多佐（Fernando Henrique Cardoso）的妻子，心律失常。[242]
- 戴夫·卡彭特（Dave Carpenter），48歲，美國爵士貝斯手，心臟病發作。[243]
- 谢英福 (Eric Chia)，74歲，馬來西亞實業家。[244]
- 查理·登普西（Charlie Dempsey），86歲，紐西蘭足球官員，短暫生病後。[245]
- 查理斯·德萊頓（Charles W. Dryden），87歲，美國軍人和學者，塔斯基吉飛行員成員。[246]
- 維克多·庫茲金（Viktor Kuzkin），67歲，俄羅斯冰球運動員，跳水事故。[247]
- Mallikarjuna Rao，57歲，印度演員，白血病。[248]
- 約瑟夫·薩伊納（Józef Szajna），86歲，波蘭舞臺導演和畫家，自然原因。[249]
- 艾拉·塔克（Ira Tucker），83歲，美國主唱（迪克西蜂鳥樂隊），心力衰竭。[250]

### 25日
- 釋妙蓮，88歲，台灣佛教界長老之一台灣靈巖山寺開山方丈，自然死亡[251]
- 聞潛，78歲，中國經濟學家
中央財經大學教授，因病死亡，[252]
- G. M. Banatwala，74歲，印度議會發言人。[253]
- 傑拉德·巴特利納，79歲，列支敦斯登政府首腦（1962-1970）。[144]
- 沃倫·弗格森（Warren J. Ferguson），87歲，美國聯邦法官（第九巡迴法院）。[254]
- 貝蒂·漢森（Betty Hanson），89歲，馬恩島政治家，第一位當選為廷瓦爾德立法委員會的女性（1982-1988）。[255]
- 阿拉·卡讚斯卡婭，88歲，俄羅斯女演員，鮑裡斯·巴內特的遺孀。[256]
- 查理斯·珀西·派克赫斯特（Charles Percy Parkhurst），95歲，美國博物館館長，也是“紀念碑人”之一。[257]
- 比爾·羅賓遜（Bill Robinson），86歲，加拿大冰球運動員。[258]
- 萊爾·沃森（Lyall Watson），69歲，南非作家和植物學家。[259]

### 26日
- 拉烏夫·阿巴斯（Raouf Abbas），68歲，埃及歷史學家。[260]
- 莉莉安·肖萬（Lilyan Chauvin），82歲，法國出生的美國女演員（Baa Baa Black Sheep）。[261]
- Asbjørn Haugstvedt，81歲，挪威基督教民主黨政治家。[262]
- 托尼·梅洛迪（Tony Melody），85歲，英國演員。[263]
- 珍妮·奧梅倫丘克（Jeanne Omelenchuk），77歲，美國奧運速度滑冰運動員。[264]

### 27日
- 約翰·博內蒂（John Bonetti），80歲，美國職業撲克玩家，癌症。[265]
- 弗雷德里克·波頓（FrédéricBotton），71歲，法國作曲家。[266]
- 瑪麗·卡斯特羅（Marie Castello），93歲，美國算命先生，在布魯斯·斯普林斯汀（Bruce Springsteen）的7月4日，阿斯伯里公園（桑迪）成名。[267]
- 弗朗切斯科·多梅尼科·基亞雷洛，109歲，義大利第一次世界大戰倒數第二位國家倖存者。[268]
- 彼得·迪克森（Peter Dickson），65歲，澳大利亞奧運賽艇運動員，皮質後萎縮。[269]
- 君特·多羅（Günter Dohrow），80歲，德國奧運運動員。[270]
- Sasha Gabor，63歲，匈牙利出生的挪威色情演員，心力衰竭。[271]
- 亞歷克斯·加博夫斯基（Alex Garbowski），86歲，美國棒球運動員（底特律老虎隊）。[272]
- 維尼西奧·戈麥斯（Vinicio Gómez），48歲，瓜地馬拉內政部長，直升機墜毀。[273]
- Kalevi Heinänen，81歲，芬蘭奧運籃球運動員。[274]
- 雷蒙德·勒費弗爾（Raymond Lefèvre），78歲，法國指揮家。[266]
- Sam Manekshaw，94歲，印度陸軍元帥兼陸軍參謀長，支氣管肺炎。[275]
- 小口大八，84歲，日本太鼓大師，車禍。[276]
- 倫納德·彭納里奧（Leonard Pennario），83歲，美國音樂會鋼琴家，帕金森病併發症。[277]
- Lenka Reinerová，92歲，捷克作家。[278]
- 波爾克·羅比森（Polk Robison），96歲，美國大學籃球教練，自然原因。[279]
- 邁克爾·特納（Michael Turner），37歲，美國漫畫家（《女巫之刃》、《正義聯盟》、《黑豹》）和出版商，軟骨肉瘤。[280]

### 28日
- 伊琳娜·巴羅諾娃（Irina Baronova），89歲，俄羅斯芭蕾舞演員，三位“小芭蕾舞演員”中的最後一位。[281]
- 道格拉斯·多拉海德（Douglas Dollarhide），85歲，美國加利福尼亞州康普頓市第一位黑人市長。[282]
- 特裡·菲爾茲（Terry Fields），71歲，利物浦布羅德格林（1983-1992）的英國議員，肺癌。[283]
- 桑根·瓦利·汗（Sangeen Wali Khan），49歲，巴基斯坦政治家，肺癌。[284]
- 露絲拉娜·寇舒諾娃（Ruslana Korshunova），20歲，哈薩克模特，從高處墜落，被警方判定為自殺。[285]
- 尼古拉·林卡（Nicolae Linca），79歲，羅馬尼亞奧運金牌得主拳擊手（1956年）。[286]
- 肯尼斯·麥克（Kenneth Macke），69歲，美國零售業高管，帕金森病併發症。[287]
- 羅尼·馬修斯（Ronnie Mathews），72歲，美國爵士鋼琴家。[288]
- 克裡斯托弗·麥克威廉姆斯（Christopher “Crip” McWilliams），44歲，愛爾蘭INLA成員，被定罪的殺人犯，癌症。[289]
- 斯蒂格·奧林（Stig Olin），87歲，瑞典演員和詞曲作者。[290]
- 羅伯特·西曼斯，89歲，美國太空科學家，美國宇航局副局長（1965-1968）。[291]
- 羅伯特·路易斯·謝永（Robert Lewis Shayon），95歲，美國作家和廣播製作人，肺炎。[292]

### 29日
- Arthur R. Albohn，86歲，美國政治家。[293]
- William R. Bennett， Jr.，78歲，美國物理學家，食道癌。[294]
- Don S. Davis，65歲，美國角色演員（《雙峰》《星際之門SG-1》《A League of Their Own》），心臟病發作。[295]
- 本·金塞拉（Ben Kinsella），16歲，英國謀殺案受害者，被刺傷。[296]
- 埃拉迪奧·維庫尼亞·阿蘭吉斯（Eladio Vicuña Aránguiz），97歲，智利羅馬天主教會主教，肺炎。[297]
- 弗拉基米尔·维克托罗维奇·维诺格拉多夫，52歲，俄羅斯銀行家。[298]
- 休伊特·威爾遜（Hewitt Wilson），84歲，英國聖公會牧師，英國皇家空軍總牧師。[299]

### 30日
- 弗朗西斯·布爾特（Frances Bult），95歲，澳大利亞奧運游泳運動員。[300]
- 安東尼·克羅克特（Anthony Crockett），62歲，威爾士聖公會主教，班戈主教（2004-2008）。[301]
- Kewal Krishan，84歲，印度政治家，旁遮普邦立法議會議長（1973-1977年，自2002年起），心臟病發作。[302]
- 亞瑟·里安·史密斯（Arthur Ryan Smith），89歲，加拿大政治家，軍人和加拿大勳章獲得者，癌症。[303]
- 安傑爾·塔維拉（Ángel Tavira），83歲，墨西哥音樂家和演員，腎臟併發症。[304]